# Крњеуша
Крњеуша је насељено мјесто у Босни и Херцеговини, у општини Босански Петровац, које административно припада Федерацији Босне и Херцеговине. Према попису становништва из 2013, у насељу је живјело 495 становника.

## Географија
Крњеуша се налази на висоравни коју чине крашка поља између планинског масива Грмеча и околних планина (Осјеченица, Клековача, Пљешивица), а која се протеже правцем Бихаћ-Кључ, са надморском висином између 550 и 600 метара. Крњеуша је од Босанског Петровца удаљена нешто више 20 км, као и од Босанске Крупе, док је од Бихаћа удаљена нешто мање од 40 км. Кроз насеље Крњеушу пролази пут M 14.2, који углавном није асфалтиран, а који повезује Босански Петровац и Босанску Крупу. Локалним путем у дужини од 8 км, код насеља Врточе, Крњеуша је повезана са путем АВНОЈ-а (Бихаћ-Јајце).

## Култура
У Крњеуши се налази храм Српске православне цркве посвећен Успенију Пресвете Богородице, подигнут 1896. године.

## Привреда
Крњеуша, са околним селима, у периоду после 2000. године, има 500 до 800 становника, махом повратника српске националности, који се претежно баве пољопривредом. У месту је била развијена прерада дрвета, још од пре Другог светског рата. Након ратних дешавања у рату 1992—1995. године, индустријска постројења, пилана и фабрика намештаја „Фана“ су девастиране.

## Становништво
По посљедњем службеном попису становништва из 1991. године, насељено мјесто Крњеуша имало је 958 становника, од чега су апсолутну већину чинили Срби.
| Националност       | 2013. | 1991. | 1981. | 1971. | 1961. |
| Срби               | 492   | 931   | 847   | 902   |       |
| Југословени        | —     | 13    | 19    |       |       |
| Хрвати             | 1     | 4     | 3     | 3     |       |
| Муслимани          | 1     |       |       | 1     |       |
| остали и непознато | 1     | 10    | 1     |       |       |
| Укупно             | 495   | 958   | 870   | 906   | '     |

| Демографија | Демографија | Демографија |
| Година      | Становника  | Становника  |
| ----------- | ----------- | ----------- |
| 1961.       | 894         |             |
| 1971.       | 906         |             |
| 1981.       | 870         |             |
| 1991.       | 958         |             |
| 2013.       | 495         |             |

## Знамените личности
- Мирај Грбић, босанскохерцеговачки глумац.
- Анка Дошен-Добуд, књижевница, педагог и стручњак за предшколско васпитање и образовање.
- Петар Јавор, математичар и сликар.
- Ђурађ Карановић (звани поп Каран), свештеник и српски устанички вођа.
- Стеван Карановић (звани поп Каран), свештеник и српски устанички вођа.
- Драган Лукач, министар унутрашњих послова у Влади Републике Српске.
- Александар Новаковић, атлетичар.
- Радивој Родић, народни херој Југославије.